# ピケマチョ

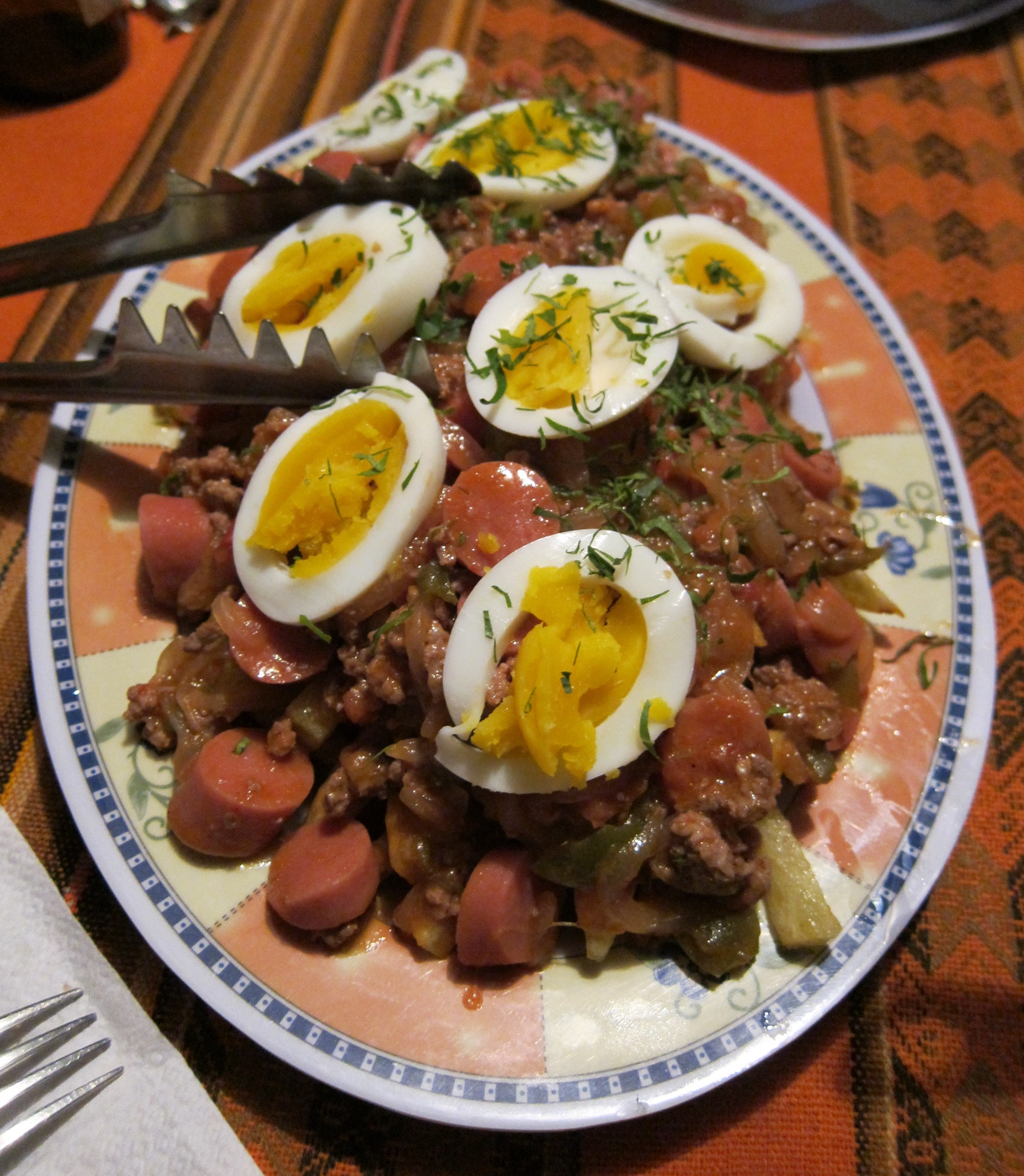
ピケマチョ

ピケマチョ(Pique macho)は、ボリビア料理の1つである。一口大の牛肉、フライドポテト等が山盛りになったものである。他に、タマネギ、ゆで卵、トマトソース等を加える。
より小さく盛ったものは単にピケ、大盛りのものがピケマチョと呼ばれ、伝統的にパプリカでスパイシーに味付けされる。都市伝説では、名前の由来について、1人で1皿食べられればマッチョだからとされるが、多くの料理店では、2人またはグループでシェアする料理とされる。別の伝説では、夜遅くに酔っ払った労働者のグループが腹を空かせていたが、料理店のオーナーが閉店していて何もないと告げたところ、彼らは何でも食べると主張し、そのためオーナーは、ピケマチョの材料となる余り食材を切り刻み、酔い覚ましのためにスパイシーに仕上げて提供し、「自分が本当に男だと思うならこれを食べてみろ」("Piquen" si son "machos")と言ったとされ、これが語源となったと言われている。
ボリビアのコチャバンバにあるレストラン・ミラフローレスのオーナーであるオノラート・キニョネスとその妻のエヴァンジェリーナ・ゴメス・キニョネスが開発したと言われることがある。

## 材料
基本的な材料は、以下のとおり。
- スライスしたビーフステーキ
- フライドポテト
- 食塩
- 油
- ゆで卵
- タマネギ
- 緑色及び赤色のトウガラシ
- トマト
- オリーブ

追加的な材料は、以下のとおり。
- ロコト
- ソーセージ